# Daegok-dong
Daegok-dong (koreanska: 대곡동) är en stadsdel i staden Gimcheon i provinsen Norra Gyeongsang i den centrala delen av Sydkorea, 190 km sydost om huvudstaden Seoul.